# ورد بوبوفي
ورد بوبوفي (الاسم العلمي:Rosa popovii) هو نوع من النباتات يتبع جنس الورد من الفصيلة الوردية. سمي هذا النوع نسبةً إلى عالم النبات الروسي ميخائيل غريغوريفتش بوبوف.